# サーティ・セカンズ・オーヴァー・ウィンターランド
『サーティ・セカンズ・オーヴァー・ウィンターランド』(Thirty Seconds Over Winterland) は、アメリカ合衆国のロック・バンドのジェファーソン・エアプレインが1973年に発表したライブ・アルバムである。通算9作目のアルバムに相当する。
本作の発表をもって、1966年に始まったジェファーソン・エアプレインの歴史はひとまず幕を閉じた。

## 解説

### 経緯
ジェファーソン・エアプレインは1972年4月にジョーイ・コヴィントンに替えて元タートルズのジョン・バーベイタをドラマーに迎え、7月に前作『ロング・ジョン・シルヴァー』を発表した。そして8月から9月にかけて国内ツアーを行ない、その途中にクイックシルヴァー・メッセンジャー・サーヴィスのデヴィッド・フライバーグをヴォーカリストに迎えた。
ツアー終了後、ヨーマ・カウコネンとジャック・キャサディは、1969年からジェファーソン・エアプレインの活動と並行して行なってきたホット・ツナの活動に専念することを発表した。二人の離脱でジェファーソン・エアプレインが活動不能状態に陥った中で、本作は1973年4月に発表された。

### 内容
本作には活動停止直前のツアーから、8月24日と25日のシカゴ公演と9月21日と22日のサンフランシスコ公演の模様が収録された。
収録曲7曲の内訳は以下の通り。
- アルバム『創造の極致』（1968年）から1曲[注釈 4]
- アルバム『バーク』（1971年）から2曲[注釈 5]
- アルバム『ロング・ジョン・シルヴァー』（1972年）から3曲[注釈 6]
- シングル（1970年）[2]のB面収録曲が1曲[注釈 7]

## 収録曲

### オリジナルLP
| #         | タイトル                                  | 作詞・作曲     | 録音年月日・場所                          | 時間  |
| --------- | ----------------------------------------- | -------------- | ----------------------------------------- | ----- |
| 1.        | 「ソーサーズ Have You Seen the Saucers?」 | Paul Kantner   | 1972年9月21日、ウィンターランド・アリーナ | 4:15  |
| 2.        | 「とても良い気分 Feel So Good」           | Jorma Kaukonen | 1972年9月22日、ウィンターランド・アリーナ | 11:10 |
| 3.        | 「創造の極致 Crown of Creation」          | Kantner        | 1972年8月25日、シカゴ・オーディトリウム   | 4:05  |
| 合計時間: | 合計時間:                                 | 合計時間:      | 合計時間:                                 | 19:30 |

| #         | タイトル                                                  | 作詞・作曲                                  | 録音年月日・場所                          | 時間  |
| --------- | --------------------------------------------------------- | ------------------------------------------- | ----------------------------------------- | ----- |
| 1.        | 「大地が再び動く時 When the Earth Moves Again」           | Kantner                                     | 1972年8月25日、シカゴ・オーディトリウム   | 4:05  |
| 2.        | 「ミルク・トレイン Milk Train」                           | Grace Slick, Papa John Creach, Roger Spotts | 1972年8月25日、シカゴ・オーディトリウム   | 3:57  |
| 3.        | 「トライアル・バイ・ファイアー Trial by Fire」            | Kaukonen                                    | 1972年8月24日、シカゴ・オーディトリウム   | 5:00  |
| 4.        | 「トワイライト・ダブル・リーダー Twilight Double Leader」 | Kantner                                     | 1972年9月21日、ウィンターランド・アリーナ | 5:41  |
| 合計時間: | 合計時間:                                                 | 合計時間:                                   | 合計時間:                                 | 18:43 |

### CD
| #         | タイトル                                                  | 作詞・作曲                                  | 録音年月日・場所                          | 時間  |
| --------- | --------------------------------------------------------- | ------------------------------------------- | ----------------------------------------- | ----- |
| 1.        | 「ソーサーズ Have You Seen the Saucers?」                 | Paul Kantner                                | 1972年9月21日、ウィンターランド・アリーナ | 4:15  |
| 2.        | 「とても良い気分 Feel So Good」                           | Jorma Kaukonen                              | 1972年9月22日、ウィンターランド・アリーナ | 11:10 |
| 3.        | 「創造の極致 Crown of Creation」                          | Kantner                                     | 1972年8月25日、シカゴ・オーディトリウム   | 4:05  |
| 4.        | 「大地が再び動く時 When the Earth Moves Again」           | Kantner                                     | 1972年8月25日、シカゴ・オーディトリウム   | 4:05  |
| 5.        | 「ミルク・トレイン Milk Train」                           | Grace Slick, Papa John Creach, Roger Spotts | 1972年8月25日、シカゴ・オーディトリウム   | 3:57  |
| 6.        | 「トライアル・バイ・ファイアー Trial by Fire」            | Kaukonen                                    | 1972年8月24日、シカゴ・オーディトリウム   | 5:00  |
| 7.        | 「トワイライト・ダブル・リーダー Twilight Double Leader」 | Kantner                                     | 1972年9月21日、ウィンターランド・アリーナ | 5:41  |
| 合計時間: | 合計時間:                                                 | 合計時間:                                   | 合計時間:                                 | 38:13 |

| #         | タイトル                                           | 作詞・作曲                            | 録音年月日・場所 | 時間  |
| --------- | -------------------------------------------------- | ------------------------------------- | ---------------- | ----- |
| 8.        | 「木の舟 Wooden Ships」                            | Kantner, David Crosby, Stephen Stills |                  | 6:37  |
| 9.        | 「ロング・ジョン・シルヴァー Long John Silver」    | Slick, Jack Casady                    |                  | 5:32  |
| 10.       | 「カム・バック・ベイビー Come Back Baby」          |                                       |                  | 7:08  |
| 11.       | 「法の番人 Law Man」                               | Slick                                 |                  | 3:14  |
| 12.       | 「ダイアナ / ボランティアーズ Diana / Volunteers」 | Kantner, Slick / Marty Balin, Kantner |                  | 6:06  |
| 合計時間: | 合計時間:                                          | 合計時間:                             | 合計時間:        | 28:37 |

## 参加ミュージシャン
- ジャック・キャサディ　Jack Casady – ベース
- ポール・カントナー　Paul Kantner – ヴォーカル、ギター
- ヨーマ・カウコネン　Jorma Kaukonen – ヴォーカル、リード・ギター
- グレイス・スリック　Grace Slick – ヴォーカル
- パパ・ジョン・クリーチ　Papa John Creach – ヴァイオリン
- ジョン・バーベイタ　John Barbata – ドラムス
- デヴィッド・フライバーグ　David Freiberg – ヴォーカル